# Чан Тхань Тонг
Чан Тхань Тонг (12 жовтня 1240 — 3 липня 1290) — імператор Дайв'єту в 1258—1278 роках.

## Життєпис
Син імператора Чан Тхай Тонга та імператриці Туан Тхієн. Народився 1240 року, отримавши ім'я Хоанг. Невдовзі був оголошений спадкоємцем трону. 1258 року батько зрікся на користь Хоанга, що став імператором як Чан Тхань Тонг. В свою чергу надав Чан Тхай Тонгу титул імператора-наставника. Протягом 12 років активно прислухався до порад батька (той був фактично співімператором), а зовнішньою політикою фактично керував імператор-наставник.
Невдовзі номінально визнав зверхність Монгольської імперії, але не відправив туди послів чи данини. Ситуацію поліпшила боротьба за владу серед монголів, що почалася 1259 року після смерті великого кагана Мунке.
Більше займався внутрішніми справами, опікуючись збереженням та розширенням батьківських реформ в державній службі, судовій системі, впровадженні законодавства. У 1266 році провів імператорський іспит, де було обрано 50 чиновників, яким надано науковий ступінь. До імператорського двору було запрошено талановитих сановників, військовиків, вчених.
З 1272 року перебрав на себе дипломатичне листування з юаньським імператором Хубілаєм. З 1275 року почав готуватися до оборони протимонголів. Водночас відправив посольство до Хубілая з проханням відкликати даругачі, що викликало невдоволення монголів. 1277 року здійснив похід проти горців племен лао, захопивши 1 тис. полонених. Того ж року після смерті Чан Тхай Тонг стає єдиним імператором. Втім вже 1278 року передав трон синові Чан Нян Тонгу, взявши титул імператора-наставника і зберігши фактичну владу в державі.
1279 року спільно з сином відновити підготовку до війни з Юань. 1281 року відправив посланцем до Хубілая свого брата Чан Зі Ая, який перейшов на бік монголів. 1282 року Чан Тхань Тонг організував велику нараду щодо плану ведення майбутньої війни, призначивши 1283 року головнокомандувачем стриєчного брата Чан Хинг Дао.
Під час монгольського вторгнення 1284 року разом з сином наказав військам відступати, зберігаючи контроль надвором і почавши відволікаючі перемовини з Туганом, очільником монголів. Лише після відступу монголів у 1285 року Чан Тхань Тонг повернувся до столиці. У кампанії 1287 року відіграв менш значну роль. Помер 1290 року.

## Девізи панування
- Тхіу Лонг (1258—1272)
- Баофу (1273—1278)

## Творчість
Був відомим поетом («Збірка Чан Тхань Тонга», письменником («Зі хау лис»), автором праць з дзен-буддизму («Реліквії континенту», «Сузір'я», «Просвітлення верби», «Пояснення про благословіння»). З його доробку зберіглося лише 5 ліричних віршів. За його наказом було складено «Повне зібрання історичних записок Дайв'єту».